# Serranillos
Serranillos è un comune spagnolo di 389 abitanti situato nella comunità autonoma di Castiglia e León.